# Cyril Carrère
 (mars 2021).
Si vous disposez d'ouvrages ou d'articles de référence ou si vous connaissez des sites web de qualité traitant du thème abordé ici, merci de compléter l'article en donnant les références utiles à sa vérifiabilité et en les liant à la section « Notes et références ».
Pour les articles homonymes, voir Carrère.
Cyril Carrère, né le 1er juillet 1983 à Metz, est un écrivain et scénariste français.

## Biographie
Installé au Japon depuis 2017, pharmacologue de formation, il est chef de projet de développement d'applications et auto-entrepreneur.
Passionné de littérature, de culture et de voyages, il est l'auteur du Glas de l'innocence (dont l'intrigue se déroule au Japon) et du très remarqué Grand Froid (finaliste prix VSD-RTL), publié aux éditions l'Oiseau Noir.
Le Quatrième Rassemblement, à l'écriture très cinématographique, initialement paru en octobre 2020, est réédité aux éditions Chambre Noire en juillet 2022.
Avant de sombrer, son quatrième roman, est publié aux éditions Denoël le 8 mars 2023. Encensé par Franck Thilliez, l'ouvrage rencontre un franc succès.[réf. nécessaire]
Son dernier roman, La Colère d'Izanagi (2024), un piège infernal au coeur d'un Japon obscur et émouvant, a été primé au salon Noir sur Ormesson et a reçu le coup de coeur du Festival des Littératures Policières de Libourne.

## Œuvre

### Romans
- Le Glas de l'innocence, 2017  (ISBN 2378770863)En attente de réédition
- Grand Froid, La Mécanique générale, 2018Réédition, Chambre Noire, 2023 (ISBN 9782494715042) - Finaliste du Grand prix VSD du polar
- Le Quatrième Rassemblement, Chambre Noire, 2022  (ISBN 9791095383703)
- Avant de sombrer[5], Denoël, 2023  (ISBN 978-2207176252)Réédition, Gallimard, coll. « Folio policier » no 1009, 2024 (ISBN 978-2-07-305282-7)
- La Colère d'Izanagi, Denoël, 2024  (ISBN 978-2207179499)Réédition, Gallimard, coll. « Folio policier » no 1039, 2025 (ISBN 978-2-07-309694-4)

### Nouvelles
- Erin (2021), Auto-édition  (ISBN 979-8747848344)
- Manifesto (2022), Ska editions (ISBN 979-1023409420)
- Hanae (2024), Auto-édition
- Le Fléau de Kamizawa (2025), édtions Akaneko  (ISBN 978-2-9588807-3-6)